# Скугаревский, Аркадий Платонович
Арка́дий Плато́нович Скугаре́вский (27 января 1847 — неизвестно) — генерал от инфантерии, участник русско-турецкой и русско-японской войн, военный теоретик и историк.

## Биография
Общее образование получил в Александринском сиротском кадетском корпусе (1863).  
Службу начал в 1863 году юнкером рядового звания в 3-м военном Александровском училище. (23.05.1864) выпущен подпоручиком в 7-й стрелковый батальон.
С 10.11.1865 по 1872 год служил во 2-й гренадерской артиллерийской бригаде, переименован в прапорщики артиллерии (10.11.1865), подпоручик (29.08.1867), поручик (30.09.1869), штабс-капитан (1871), капитан (8.04.1873).
1869—1871 — обучался в Николаевской академии Генерального штаба.
20.09.1872 — 28.09.1874 — старший адъютант штаба 1-й гвардейской кавалерийской дивизии.
28.09.1874 — 12.08.1878 — состоял для поручений при штабе Гвардейского корпуса, подполковник (27.03.1877).
12.05.1877 — 4.04.1878 — отбывал цензовое командование батальоном в 33-м Елецком пехотном полку, участвовал в военных действиях, «за боевые отличия» в 1878 произведён в полковники, награждён золотым оружием и орденом Святого Владимира 4-й степени с мечами и бантом.
12.08.1878 — 2.11.1881 — штаб-офицер для поручений при штабе Гвардейского корпуса.
2.11.1881 — 17.07.1888 — начальник штаба 1-й гвардейской пехотной дивизии.
17.07.1888 — 23.10.1889 — командир 145-го Новочеркасского пехотного полка.
23.10.1889 — 20.03.1895 — начальник штаба Гвардейского корпуса, генерал-майор (23.10.1889).
20.03.1895 — 28.04.1896 — начальник 4-й стрелковой бригады.
28.04 — 19.06.1896 — в запасе армейской пехоты.
19.06.1896 — 26.10.1898 — начальник 58-й пехотной резервной бригады.
26.10.1898 — 3.09.1904 — начальник 27-й пехотной дивизии, генерал-лейтенант (6.12.1898).
3.09.1904 — 25.04.1905 — командир 6-го армейского корпуса.
25.04 — 7.05.1905 — состоял в распоряжении главнокомандующего на Дальнем Востоке.
7.05.1905 — 30.12.1906 — командир 8-го армейского корпуса. Принял командование уже в конце Русско-японской войны и в боевых действиях не участвовал.
30.12.1906 — 24.08.1909 — председатель Комитета по образованию войск, генерал от инфантерии (6.12.1906).
24.08.1909 — 27.04.1912 — член Военного совета.
27.04.1912 отправлен в отставку «по болезни»; по словам генерала А. С. Лукомского, был уволен за то, что выступил в печати с критикой деятельности Военного совета, превратившегося в богадельню для престарелых генералов, и деятельность которого, в основном, сводилась к одобрению предложений канцелярии министерства.
Генерал Скугаревский был «одним из пионеров правильной организации и постановки тактических занятий с офицерами, и в особенности, военной игры».

## Критика армейских порядков
Находясь в отставке, опубликовал работу, в которой раскритиковал пороки русской военной системы, и в первую очередь, порядок чинопроизводства и систему назначений.

...вся система назначений начальников в мирное время у нас не способствует, а затрудняет выдвижение людей с военными качествами. Качества военачальника для мирного и для военного времени несколько не сходятся: в мирное время требуется от начальника покладистость с начальством, а в военное время — сопротивляемость  врагу. В мирное время затирают «сопротивляющихся» и выдвигают людей более покладистых, а они и на войне оказываются покладистыми... в отношении неприятеля.— Скугаревский А. П. Выдвижение начальников (Армейские очерки)
По мнению Скугаревского, негативный искусственный отбор, практиковавшийся с николаевского времени, в сочетании с низкой дисциплиной среди старшего командного состава были главными причинами неудач русской армии, начиная с Крымской войны.
Впоследствии генерал Лукомский, заинтересовавшийся причинами хронических поражений русской армии (с середины XIX по начало XX веков были проиграны три из четырёх крупных войн, а сама армия в итоге погибла), пришел к сходному выводу уже на материалах первой мировой войны:

Выдвижение достойнейших — было при нашей системе почти невозможно. Принцип старшинства (...) убил выдвижение вперед талантливых. За время войны это мы сильно ощущали, и много талантливых людей осталось в тени и не получило возможности выдвинуться на первые места, в то время когда старшие, командовавшие корпусами, а иногда и выше, были по своим качествам ниже среднего.— Лукомский А. С. Очерки из моей жизни. Воспоминания, с. 227.

## Характеристика личности
А. Деникин, бывший подчиненным Скугаревского в 1905 году, отзывался о нем так:

Образованный, знающий, прямой, честный и по-своему справедливый, он тем не менее пользовался давнишней и широкой известностью, как тяжелый начальник, беспокойный подчиненный и невыносимый человек. Получил он свой пост недавно, после окончания военных действий, но в корпусе успели уже его возненавидеть. Скугаревский знал закон, устав и... их исполнителей. Все остальное ему было безразлично: человеческая душа, индивидуальность, внутренние побуждения того или иного поступка, наконец, авторитет и боевые заслуги подчиненного. Он как будто специально выискивал нарушения устава — важные и самые мелкие — и карал неукоснительно как начальника дивизии, так и рядового. За важное нарушение караульной службы или хозяйственный беспорядок и за «неправильный поворот солдатского каблука»; за пропущенный пункт в смотровом приказе начальника артиллерии и за «неуставную длину шерсти» на папахе... В обстановке послемукденеких настроений и в преддверии новых потрясений первой революции — такой ригоризм был особенно тягостен и опасен. Скугаревский знал хорошо, как к нему относятся войска, и по той атмосфере страха и отчужденности, которая сопутствовала его объездам, и по рассказам близких ему лиц. 
— Деникин А. И. Путь русского офицера. — М.: Современник, 1991. — 300 с.

## Награды
- орден Святой Анны 3-й ст. (1874)
- Золотое оружие «За храбрость» (1878)
- орден Святого Владимира 4-й ст. с мечами и бантом (1878)
- орден Святого Станислава 2-й ст. с мечами (1879)
- орден Святого Владимира 3-й ст. с мечами (1880)
- орден Святого Станислава 1-й ст. (1893)
- орден Святой Анны 1-й ст. (1898)
- орден Святого Владимира 2-й ст. (1902)
- орден Белого Орла (6.12.1909)

Иностранные:
- командорский крест ольденбургского ордена Заслуг герцога Петра Фридриха Людвига (1884)
- прусский орден Красного орла 2-й ст. (1888)

## Произведения
- Практические заметки по тактике // Военный сборник, 1873, №2
- Поля сражений войны 1870 года // Военный сборник, 1874, №5-6
- Военная игра. Сборник задач для тактических упражнений. — СПб., 1874
- О военной истории // Военный сборник, 1875, №1
- Руководство для тактических упражнений со сборником задач. — СПб., 1875
- Сражение при Находе 27 июня 1866 г. / с К. Н. Дуропом и А. Н. Энгельгардтом. — СПб.: Типография В. Демакова, 1875
- Сборник задач по тактике строевых офицеров / с А. Н. Энгельгардтом. — СПб., 1880
- Атака пехоты: разбор спорных вопросов. — СПб.: Типография Тренке и Фюсно, 1888. — 80 с., 1 л. черт.
- 1812 год от начала войны до Смоленска включительно: практические приемы изучения военной истории. — Казань: Типо-литография Императорского университета, 1898. — [2], VI, 171 с., 14 л. карт.
- Очерки и заметки. Ч. 1—2. — СПб., 1913
- Атака укрепления открытою силою
- Подготовка руководителей для тактических занятий
- Полевые оптические сигналы
- Тактические занятия офицеров
- Чтение планов и карт